# Nora Berrah
Nora Berrah là một nhà vật lý người Algérie chuyên nghiên cứu về cách ánh sáng và vật chất tương tác với nhau. Bà là giáo sư tại Đại học Connecticut, nơi cô chủ trì khoa vật lý. 
Berrah có bằng tốt nghiệp vật lý năm 1979 từ Đại học Algiers. Bà hoàn thành bằng tiến sĩ năm 1987 tại Đại học Virginia. Cô làm việc tại Phòng thí nghiệm quốc gia Argonne từ 1987 đến 1992, và trở thành giáo sư tại Đại học Western Michigan vào năm 1999.  Bà chuyển đến Đại học Connecticut vào năm 2014. 
Berrah được bầu làm thành viên của Hiệp hội Vật lý Hoa Kỳ năm 1999.  Năm 2014, bà đã giành được Giải thưởng Vật lý nguyên tử hoặc Bề mặt Davisson "cho các thí nghiệm tiên phong về sự tương tác giữa các nguyên tử, phân tử, ion âm và cụm với chân không ion hóa photon tia cực tím và tia X mềm ".  Bà được bầu vào Viện Hàn lâm Khoa học và Nghệ thuật Hoa Kỳ năm 2019.